# Pecluma hoehnii
Pecluma hoehnii är en stensöteväxtart som först beskrevs av A.Samp., och fick sitt nu gällande namn av Salino. Pecluma hoehnii ingår i släktet Pecluma och familjen Polypodiaceae. Inga underarter finns listade.